# Pierre Eichhorn
Pierre Eichhorn – belgijski strzelec, olimpijczyk.

## Kariera
Brał udział w Letnich Igrzyskach Olimpijskich 1900. Startował w strzelaniu z pistoletu dowolnego z 50 m indywidualnie i drużynowo. Indywidualnie zajął 17. miejsce, a w konkursie drużynowym osiągnął 4. lokatę.
Eichhorn uczestniczył też m.in. na mistrzostwach świata w 1901 roku, podczas których zajął 5. miejsce w drużynowym strzelaniu z pistoletu dowolnego z 50 m i 7. pozycję w drużynowym strzelaniu z karabinu dowolnego w trzech postawach z 300 m. W pierwszej z konkurencji był najlepszym strzelcem belgijskim (378 pkt.), natomiast w drugiej osiągnął najsłabszy rezultat drużyny (523 pkt.). W obu przypadkach Belgowie zajęli ostatnie miejsce.

## Wyniki olimpijskie
| Igrzyska   | Konkurencja                       | Wynik                             | Miejsce | Źródło |
| ---------- | --------------------------------- | --------------------------------- | ------- | ------ |
| Paryż 1900 | Pistolet dowolny, 50 m            | 345 pkt.                          | 17      | [ 1 ]  |
| Paryż 1900 | Pistolet dowolny, 50 m, drużynowo | 1823 pkt. (druż.) 345 pkt. (ind.) | 4       | [ 2 ]  |